# Cladorhiza depressa
Cladorhiza depressa är en svampdjursart som beskrevs av Kieschnick 1896. Cladorhiza depressa ingår i släktet Cladorhiza och familjen Cladorhizidae.
Artens utbredningsområde är havet kring Indonesien. Inga underarter finns listade i Catalogue of Life.